# Jairo Bueno
Jairo Bueno Espinal  (Castellón de la Plana, España, 10 de septiembre de 1998) es un futbolista profesional hispano-dominicano que juega como defensa y su club actual es el Cibao Fútbol Club  de la Liga Dominicana de Fútbol. Nacido en España, es internacional con la selección de fútbol de República Dominicana.

## Carrera
Bueno debutó profesionalmente con el Villarreal C, en el 2017. La temporada siguiente (2018-19) fue fichado por el CD Roda, con el cual jugó un total de 23 partidos. En esa campaña Bueno acumuló 8 tarjetas amarillas y una roja. En la temporada 2019-20, el joven zaguero disputó 14 encuentros en los que anotó dos goles y recibió dos tarjetas amarillas. 

## Selección nacional
Bueno hizo su debut profesional con la selección de fútbol de República Dominicana en un amistoso por 1-0 sobre Guadalupe el 15 de febrero de 2019.

### Goles internacionales
| N.º | Fecha                    | Sede                                                               | Adversario  | Gol  | Resultado | Competencia                         |
| --- | ------------------------ | ------------------------------------------------------------------ | ----------- | ---- | --------- | ----------------------------------- |
| 1.  | 10 de septiembre de 2019 | Estadio Cibao FC, Santiago de los Caballeros, República Dominicana | El Salvador | 1 –0 | 1-0       | 2019-20 CONCACAF Liga de Naciones B |

## Clubes
| Equipo           | País                 | Años            |
| ---------------- | -------------------- | --------------- |
| Villarreal C     | España               | 2017-2018       |
| CD Roda          | España               | 2018-2020       |
| CD Sariñena      | España               | 2020-2021       |
| CP San Cristóbal | España               | 2021            |
| CD Llosetense    | España               | 2022            |
| Cibao FC         | República Dominicana | 2023-Actualidad |